# Autorretrato como tahitiana
Autorretrato como tahitiana es una pintura creada en 1934 en París por la artista india-húngara Amrita Sher-Gil. Se conserva en el Museo de Arte Kiran Nadar de Nueva Delhi. Según la Ley de Antigüedades y Tesoros Artísticos de la India (1972), la obra es un tesoro artístico nacional y debe permanecer en la India.
En el cuadro, Sher-Gil aparece semidesnuda. Una simple tela blanca envuelve la parte inferior de su cuerpo, dejando a la vista el torso con su abdomen ligeramente protuberante y senos, mientras sus brazos mantienen las manos cruzadas delante del regazo. Aparece de pie a la sombra de un hombre, con figuras japonesas o chinas más pequeñas de fondo.
En 1934, la pintura se exhibió en el Salón de las Tullerías de París, junto con el retrato de 1932 de su amigo Boris Taslitzky, Joven con manzanas.
La pintura ha sido vista como la respuesta de Sher-Gil a la vista de Faa Iheihe en Londres en 1933 y, por tanto, un homenaje a Gauguin, con una combinación de Oriente y Occidente. Probablemente también le resultara familiar el Autorretrato en el sexto aniversario de boda de Paula Modersohn-Becker.

## Amrita Sher Gil
Amrita Sher-Gil (1913 - 1941) nació en Hungría, hija de un aristócrata indio y su esposa judía húngara, una cantante de ópera.  Después de la Primera Guerra Mundial la familia se mudó a Shimla, India.   Allí, recibió la influencia de su tío materno, Ervin Baktay, quien la animó a observar atentamente la realidad que la rodeaba y trasladarla a su trabajo, particularmente utilizando modelos vivos.  Por sugerencia suya, la familia se mudó a París para que Sher-Gil, de 16 años, pudiera estudiar arte, primero en la Académie de la Grande Chaumière y luego en la Escuela de Bellas Artes de París.  Sus mentores incluyeron a Pierre Henri Vaillant y Lucien Simon.  En total, Sher-Gil completó 19 autorretratos mientras estuvo en la capital francesa. 

## Origen y composición

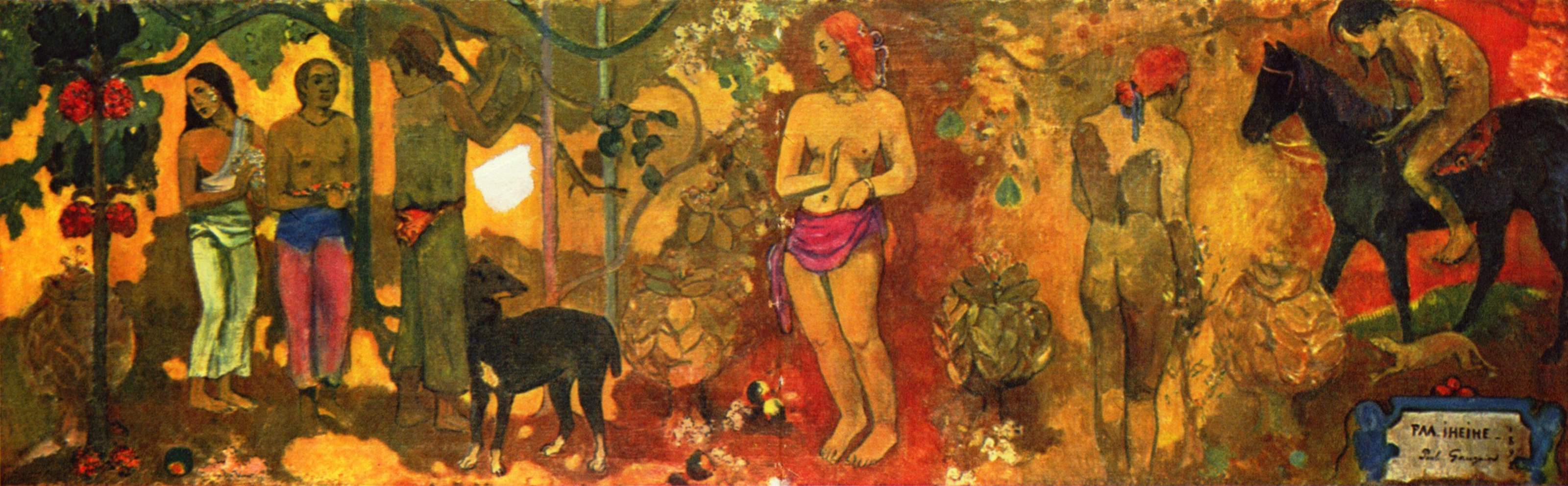
Faa Iheihe (1898) de Paul Gauguin.

Sher-Gil creó Autorretrato como tahitiana al óleo sobre lienzo a principios de 1934, mientras estudiaba en París.  El año anterior había visitado la Tate Britain de Londres, donde vio Faa Iheihe (1898) de Paul Gauguin.   En enero de 1934, Sher-Gil les dijo a sus padres que se había llevado un "cuadro chino al taller", con la esperanza de "pintar un cuadro en el que desempeñara un papel importante".  Su sobrino, Vivan Sundaram, en su estudio de sus cartas, tomó esta nota como una referencia al Autorretrato como tahitiana. 
La pintura mide 90 cm por 56 cm y se conserva en el Museo de Arte Kiran Nadar, India.  En este autorretrato Sher-Gil se representa semidesnuda.  Una simple tela blanca envuelve la parte inferior de su cuerpo, dejando desnudos su abdomen ligeramente protuberante, senos y sus largos brazos cruzados.   Aparece de pie a la sombra de un hombre, con figuras japonesas o chinas más pequeñas como fondo.   Su cuerpo tiene distintos tonos de marrón y su largo cabello negro y liso está recogido casualmente atrás, en una coleta que cae a la espalda.  Utiliza un rojo intenso para colorear los labios ligeramente sonrientes.  Su postura está un poco girada para apartar la mirada del espectador. 

## Exhibición
En 1934 la obra se exhibió en el Salón de las Tullerías, de París.   En abril de ese año, le escribió a su amiga Denise Proutaux diciéndole que se le permitía exponer cinco pinturas en el Salón y que, siendo la última oportunidad, ya que su regreso a la India estaba previsto para finales de año, esperaba mostrar su Autorretrato como tahitiana junto con su retrato de 1932 de su amigo Boris Taslitzky, Joven con manzanas.   Sher-Gil escribió "van bien juntos, un buen contraste: uno en azules y amarillos (es un desnudo, no lo sabes, lo comencé después de que te fuiste), y el otro en armonía de rosa y blanco".  Proutaux recordó más tarde que Sher-Gil usó un sari para acudir a la exposición, "un espectáculo poco común en las calles de París".  Tuvo tanto éxito que Sher-Gil y otros artistas participantes tuvieron que refugiarse en un café. 

## Influencias

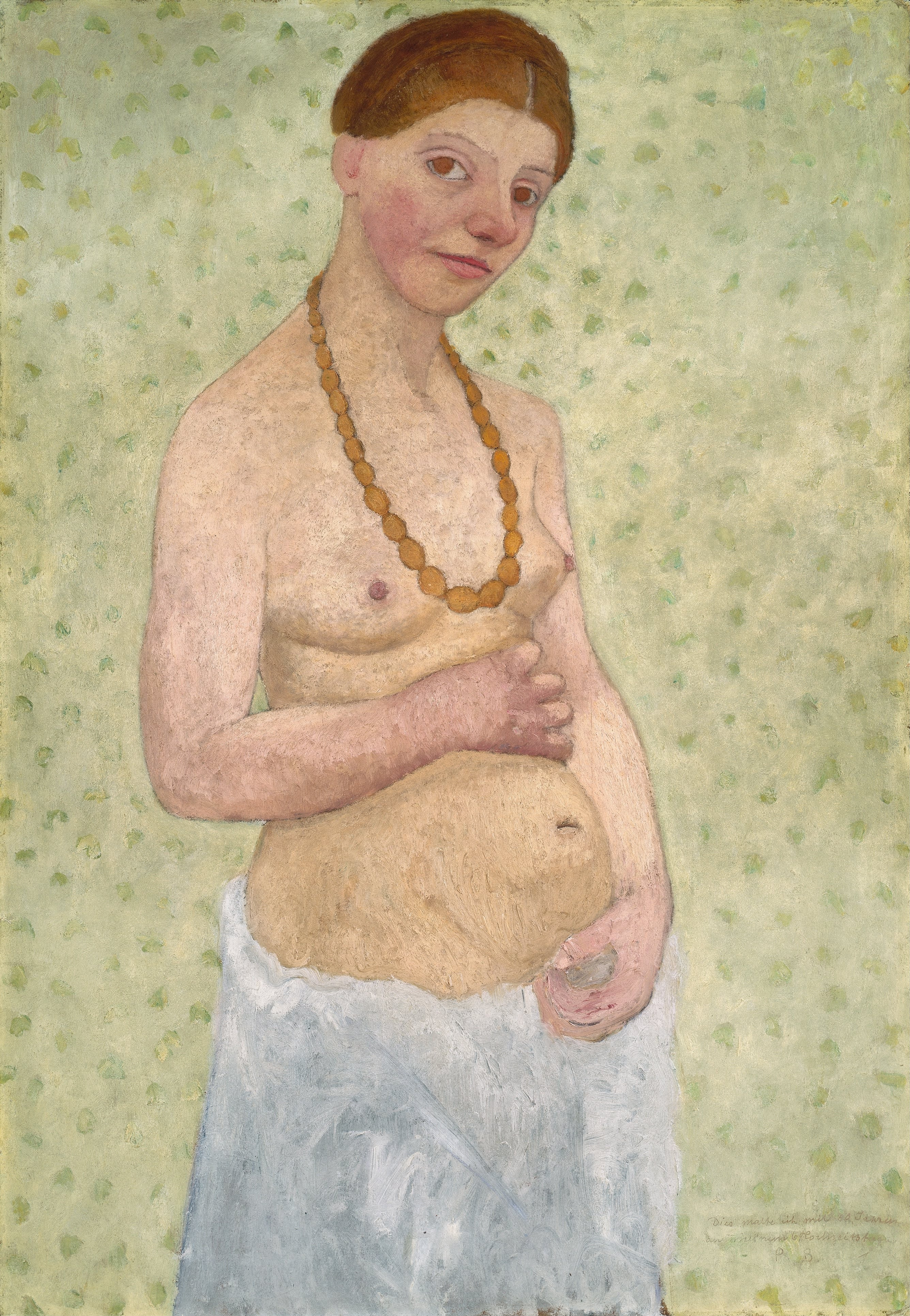
Autorretrato en el sexto aniversario de boda de Paula Modersohn-Becker (1906).

La pintura ha sido vista como la respuesta de Sher-Gil al ver Faa Iheihe y, por tanto, un homenaje a Gauguin, con una combinación de este y oeste, y donde Sher-Gil se ve a sí misma como "el otro exótico".    Sher-Gil también estuvo influenciada por la forma en que Van Gogh representó el japonismo.  
Al igual que el Autorretrato en el sexto aniversario de boda de Paula Modersohn-Becker, Autorretrato como tahitiana representa a una mujer con los primeros signos de embarazo a través de su abdomen ligeramente redondeado y senos llenos.  Sher-Gil también había estado embarazada y se había sometido al menos a dos abortos.  Probablemente el cuadro de Modersohn-Becker le resultaba familiar. 

## Interpretación
Los críticos de arte W. G. Archer y Karl J. Khandalavala vieron a Sher-Gil como obsesionada con Gauguin hasta el punto de que en parte "la perseguía".  Para ellos, su anhelo de regresar a la India la conectaba con los "colores alegres y exuberantes calentados por el sol" de Gauguin y, según Archer, con Sher-Gil "la India era Gauguin, y cuando finalmente regresó, la India misma se convirtió en Gauguin".  Llamando la atención sobre el tema de la "raza", la filósofa Nalini Bhushan considera que Sher-Gil representa la parte india de sí misma, mientras que la tahitiana representa al no europeo de apariencia perfecta.   Sin embargo, en contraste con la representación de Sher-Gil de sí misma como tahitiana, las tahitianas de Gauguin están vestidas de manera más elaborada, decoradas con flores y típicamente aparecen como mujeres seductoras en un paisaje tropical. 
Sonali Mathur, profesora de Arte Moderno y Contemporáneo del Sur de Asia, ofrece una visión alternativa.  En su artículo "Una repetición del autorretrato de Sher-Gil como tahitiana" (2011), se pregunta "¿Qué quiso decir exactamente con la autoubicación consciente de Sher-Gil en el cuerpo de una tahitiana desnuda?"  Su interpretación es que la pintura "oculta un profundo compromiso con las estrategias de autorretrato y actos de mascarada emprendidos tanto por Gauguin como por Vincent van Gogh a finales de la década de 1880".  Al describir la imagen como "sorprendente por su compostura; es decididamente femenina, dueña de sí misma y llena de reposo", Mathur propone que el autorretrato de Sher-Gil no es sólo un homenaje a Gauguin o simplemente un ejemplo de neoprimitivismo.  Según ella, se ha subestimado la influencia de Van Gogh.  Con referencia a la representación ligeramente desviada de Sher-Gil, Mathur relaciona esto con el giro de la artista hacia la India, ya que anhelaba regresar allí.  Mathur señala que la crítica de arte india Geeta Kapur conecta a Sher-Gil con la artista Frida Kahlo; ambas representan "mujeres en y a través de la experiencia de la alteridad" y, por lo tanto, ofrecen una visión alternativa del desnudo tradicional. 
Bhushan llama a la sombra un "voyeur".  En opinión de Sonal Khullar, la pintura "teatraliza la relación de los maestros franceses con Oriente" y "combina y confunde áreas del mundo: Oceanía, Oriente y Occidente".  Según D. Fairchild Ruggles, en esta pintura, Sher-Gil "reivindica una historia y una cultura para sí misma".  Pradeep A. Dhillon lo considera de "importancia eterna". 

## Legado
La pintura aparece en la portada del estudio de Sundaram sobre Sher-Gil titulado Amrita Sher-Gil; un autorretrato en cartas y escritos (2010).  La obra es un tesoro artístico nacional según la Ley de Antigüedades y Tesoros Artísticos de la India (1972) .  Como tal, debe permanecer en la India y sólo puede salir del país con el permiso del Gobierno. 